# Butterflies (bài hát của Michael Jackson)
"Butterflies" là một bài hát của ca sĩ người Mỹ Michael Jackson nằm trong album phòng thu thứ 10 của ông Invincible, sáng tác bởi Andre Harris và Marsha Ambrosius, và do Jackson và Harris sản xuất. Đây là đĩa đơn cuối cùng mà Jackson phát hành từ một album phòng thu.
Bài hát chỉ được phát hành trên sóng phát thanh tại Mỹ, nhưng cũng vươn đến vị trí thứ 14 trên bảng xếp hạng Billboard Hot 100. Không có một video ca nhạc được phát hành để quảng bá cho nó.

## Danh sách track
Đĩa CD-promo (Epic ESK 54863)
1. "Butterflies (bản album)" - 4:40

Michael Jackson - Butterflies (Track Masters Phối lại)
- A1 "Butterflies (Master Mix) (hợp tác với Eve)" - 3:47
- A2 "Butterflies (Michael A Cappella)" - 2:13
- B1 "Butterflies (Eve A Cappella) (hợp tác với Eve)" - 3:47
- B2 "Butterflies (Master Mix không lời)" - 3:47

## Bảng xếp hạng
| Bảng xếp hạng (2001/2002)            | Vị trí cao nhất |
| ------------------------------------ | --------------- |
| U.S. Billboard Hot 100               | 14              |
| U.S. Billboard Hot R&B/Hip-Hop Songs | 2               |
| U.S. Billboard Top 40 Mainstream     | 36              |